# Hagymás-hegység

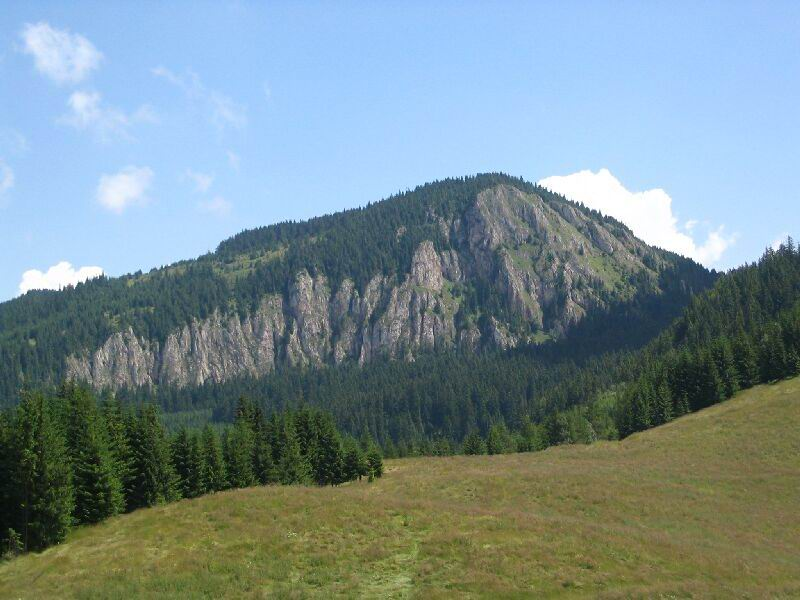
Veres-kő (1589 m)

A Hagymás-hegység (románul: Munții Hășmaș) a Keleti-Kárpátok mészkő-szirt övezetének része. Hargita megye északkeleti részén terül el. Határai északon a Kis-Beszterce völgye, keleten a Domuk- és a Péntek-patak völgye, délen a Jávárdi-patak, a Naskalat-patak és a Naskalat-hegység, nyugaton a Gyergyói-havasok. Legmagasabb pontja a Nagy-Hagymás (1792 m). Közepén helyezkedik el a Gyilkos-tó és a Békás-szoros.

## Domborzat

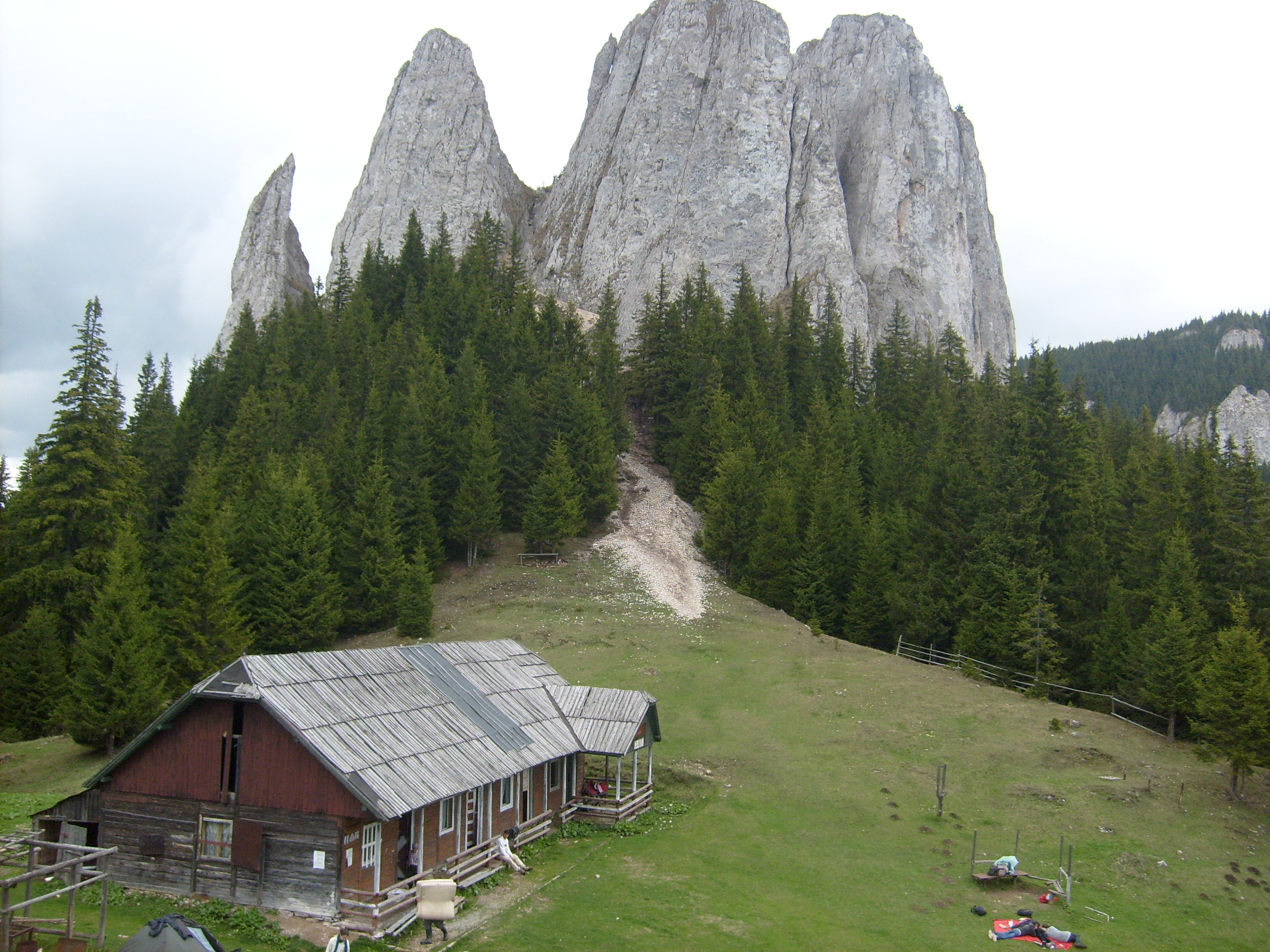
Egyes-kő (1608 m)

Fontosabb hegyek északról délre: Hegyes (1502 m), Juharos (1351 m), Zsedán (1481 m), Vit-havas (1609 m), Fügés-tető (1479 m), Csurgó (1414 m), Kupás-Cohárd (1512 m), Oltár-kő (1154 m), Likas (1674 m), Nagy-Cohárd (1507 m), Kis-havas (1624 m), Gyilkos-kő (1378 m), Lóhavas sarka (1482 m), Ló-havas (1508 m), Fekete-Hagymás (1771 m), Csofronka (1607 m), Nagy-Teleki-csúcs (1698 m), Veres-kő (1589 m), Nagy-Hagymás (1792 m), Egyes-kő (1608 m), Öcsém-tető (1706 m), Terkő (1461 m).

## Éghajlat
A Hagymás-hegység éghajlata hegyvidéki mérsékelt kontinentális. Az átlagos évi hőmérséklet 8 °C és 9 °C között változik. A nyár átlagos hőmérséklete 18.5 °C. A legnagyobb hőmérséklet július 23. körül van, a legalacsonyabb január 27. körül. Az első fagy szeptember végén következik be, az utolsó május végén. A páratartalom decemberben éri el a maximumot, július 5. és augusztus 25. között a minimumot. A derűs napok gyakoriak az év minden szakában, a nap évi 1800 órát süt. A csapadékmennyiség a Gyilkos-tó környékén alacsonyabb, a nyugati oldalak csapadékosabbak a keletieknél. A felszínt átlagosan 86 napig takarja hóréteg, a fagyos napok száma pedig 163. A legnagyobb mért hőmérséklet 1929. július 7-én +35 °C, a legkisebb 1976. február 11-én -37 °C.

## Külső hivatkozások
- Képek a Hagymás-hegységről
- Békás-szoros - Nagy-Hagymás Nemzeti Park honlapja
- A Hagymás-hegység leírása
- A Gyilkos-tó és a Békás-szoros környékének leírása
- A Gyilkos-tó (rövid leírás, keletkezés, kialakulás)
- Térkép (románul)